# كربوبروست
كربوبروست (اسم دولي غير مسجل الملكية، والاسم التجاري لأملاح تروميثامين هيمابات، ثام) (بالأنجليزية: Carboprost) هو النظير الاصطناعي للبروستاغلاندين في بروستاغلاندين F2α (على وجه التحديد، هو 15-ميثيل-بروستاغلاندين F2α) مع خصائص أوكسيتوسينية.
حيث يحفز كربوبروست الانقباضات، ويمكن أن يؤدي إلى الإجهاض في وقت مبكر من الحمل. كما أنه يقلل من النزف التالي للوضع.

## دواعي الاستعمال
يستخدم كربوبروست في حالات نزيف ما بعد الولادة الناجم عن ونى الرحم عندما لا يمكن السيطرة عليه باستخدام الأساليب الأخرى. وقد أظهرت إحدى الدراسات أن الكربوبروست تروميثامين أكثر فعالية من الأوكسيتوسين في منع نزيف ما بعد الولادة في المرضى الذين يكونون عرضة له بنسبة عالية ويخضعون للولادة القيصرية. كما يستخدم كربوبروست لإنهاء الحمل في الثلث الثاني من الحمل.
استخدامات غير مصنفة:
- التهاب المثانة النزفي
- مرض التهاب الحوض

## موانع الاستعمال
يمنع استعمال كربوبروست في حالات أمراض القلب والأوعية الدموية، والكلى، والكبد الحادة، وأيضا في حالة مرض التهاب الحوض الحاد. كما يمنع استعماله أيضا في حالة فرط الحساسية للكاربوبروست أو أي من مكوناته. ويجب توخي الحذر لدى مرضى الربو؛ لأن كربوبروست قد يسبب تشنج قصبي.

## الاحتياطات
- الربو
- فقر الدم
- اليرقان
- السكرى
- نوبات الصرع
- جراحة رحم سابقة

## الآثار السلبية
الإسهال (الأكثر شيوعا، وقد يبدأ فجأة)
تورد أو الهبات الساخنة
حمى
قشعريرة
غثيان/ تقيؤ

## التخزين والتوافر
يتم إعطاء كربوبروست مع المشتق الملحي تروميثامين في أمبولات 1 ملليلتر تحتوي على محلول 250 ميكروغرام/ ملليلتر من الدواء النشط. ويجب أن يتم تبريد الدواء في درجة حرارة بين 2-8 درجة مئوية.

## التصنيع
يتم تعطيل التحول الأيضي للبروستاغلاندين الطبيعي عم طريق الأكسدة الأنزيمية لهيدروكسيل C-15 إلى الكيتون المقابل. ويتم منع ذلك مع الاحتفاظ بالنشاط عن طريق المثيلة لإعطاء سلاسل كربينول C-15 الثالث.

تصنيع الكربوبروست: ج. ل. باندي وآخرون، ; ج. ل. باندي، (1971، 1973 كلاهما لأبجون).

يتم إدخال هذه الخاصية الجزيئية بسهولة في مرحلة كوري لاكتون (1) عن طريق التفاعل مع كاشف ميثيل غرينيار أو ثلاثي ميثيل الألومينيوم. ويتم تحويل الخليط الناتج من الكربينول الثالث (2) إلى كربوبروست الأوكسيتوسي (3) عن طريق التحولات القياسية، بحيث يكون المنتج النهائي هو نظير C-15.

## روابط خارجية
- Carboprost في المكتبة الوطنية الأمريكية للطب نظام فهرسة المواضيع الطبية (MeSH).

- Indman P (2004). "Use of carboprost to facilitate hysteroscopic resection of submucous myomas". J Am Assoc Gynecol Laparosc. ج. 11 ع. 1: 68–72. DOI:10.1016/S1074-3804(05)60014-X. PMID:15104835.
- Vukelić J (2001). "Second trimester pregnancy termination in primigravidas by double application of dinoprostone gel and intramuscular administration of carboprost tromethamine". Med Pregl. ج. 54 ع. 1–2: 11–6. PMID:11436877.
- Ippoliti C، Przepiorka D، Mehra R، Neumann J، Wood J، Claxton D، Gajewski J، Khouri I، van Besien K، Andersson B (1995). "Intravesicular carboprost for the treatment of hemorrhagic cystitis after marrow transplantation". Urology. ج. 46 ع. 6: 811–5. DOI:10.1016/S0090-4295(99)80349-5. PMID:7502421.